# Pediobius ellia
Pediobius ellia är en stekelart som först beskrevs av Victor Ivanovitsch Motschulsky 1863.  Pediobius ellia ingår i släktet Pediobius och familjen finglanssteklar. Inga underarter finns listade i Catalogue of Life.